# Alepidomus evermanni
Alepidomus evermanni är en fiskart som först beskrevs av Eigenmann, 1903.  Alepidomus evermanni ingår i släktet Alepidomus och familjen silversidefiskar. Inga underarter finns listade i Catalogue of Life.